# رکبرون-کاپ-مارتن
رکبرون-کاپ-مارتن (به فرانسوی: Roquebrune-Cap-Martin) یک کمون در فرانسه است که در Canton of Menton-Ouest واقع شده‌است.

## خصوصیات
رکبرون-کاپ-مارتن ۹٫۳۳ کیلومترمربع مساحت و ۱۳٬۵۱۵ نفر جمعیت دارد.